# Le Yéti
Pour les articles homonymes, voir Yéti (homonymie).
Le Yéti est une entreprise spécialisée dans la vente d'articles de sports et de loisirs basée à Jacou. Fondée par Michaël Rouhaud en 2003, elle disparaît en 2019.

## Historique
Cette enseigne voit le jour le 21 juin 2003 dans sa première boutique située au 13, rue Louis Breguet à Jacou.
En janvier 2007, Le Yéti devient membre de la fondation 1 % pour la planète et s'engage à reverser 1 % de son chiffre d'affaires hors taxes. Ce 1 % sont affectés à des associations de préservation de l'environnement reconnues par la fondation.
En 2008, le premier site web e-commerce de l'enseigne voit le jour, lui permettant la vente à distance de ses articles.
En 2011, l'enseigne organise la première édition du Festival Experience Outdoor,, festival destiné aux courts-métrages de sports de pleine nature (« outdoor »), qui a lieu au Gaumont Multiplexe Odysseum. La même année, l'enseigne participe pour la première fois au FISE de Montpellier et présente pour la première année la slackline sur le festival, activité alors peu connue en France.
L'année suivante, elle est à l'origine du premier contest[anglicisme à remplacer] Gibbon French Slackline Open sur le festival.
Après le succès des deux premières années du Festival Experience Outdoor, l'édition de 2013 a lieu au Corum de Montpellier. Une partie des recettes du festival est reversée au projet environnemental Cap'calanques.
En 2019, après 16 ans d'activité, le fondateur décide de poursuivre vers d'autres projets et de s'investir sur le site Expérience Outdoor, blog de voyage et sport outdoor.